# Antoinette (entreprise)
Pour les articles homonymes, voir Antoinette.
 Antoinette ou Société des avions et moteurs Antoinette  est un ancien constructeur automobile et aéronautique français, fondé à Puteaux près de Paris en 1904, par Léon Levavasseur, Jules Gastambide, et Louis Blériot. Nommé d'après le prénom de la fille de Gastambide, il est en activité jusqu’en 1912.

## Histoire
Fasciné par les premiers moteur Daimler Type P de Gottlieb Daimler des années 1880, moteurs français d'Ader Avion III de Clément Ader, De Dion-Bouton, ou Wright Flyer américain des frères Wright, Léon Levavasseur conçoit et brevette en 1902, ses propres moteurs à combustion de 4 et 8 cylindres (et études de prototypes de 12, 16, 20, 24 et 32 cylindres de 300 ch,) pour motoriser des voitures et bateau runabout Antoinette de compétition, puis pour motoriser les premiers avions français des pionniers de l'aviation de l'époque,,,.

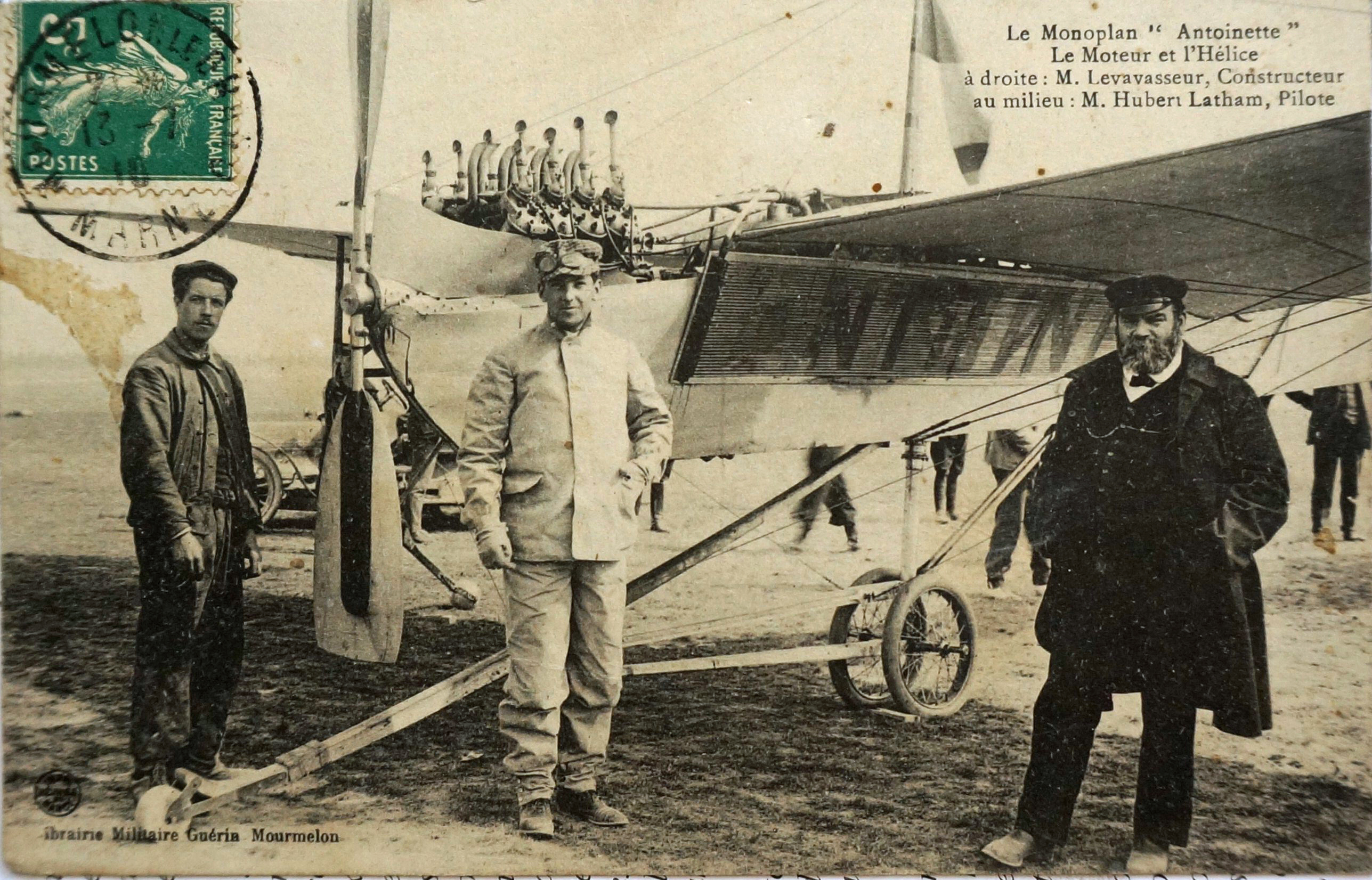
Hubert Latham et Léon Levavasseur (1909)
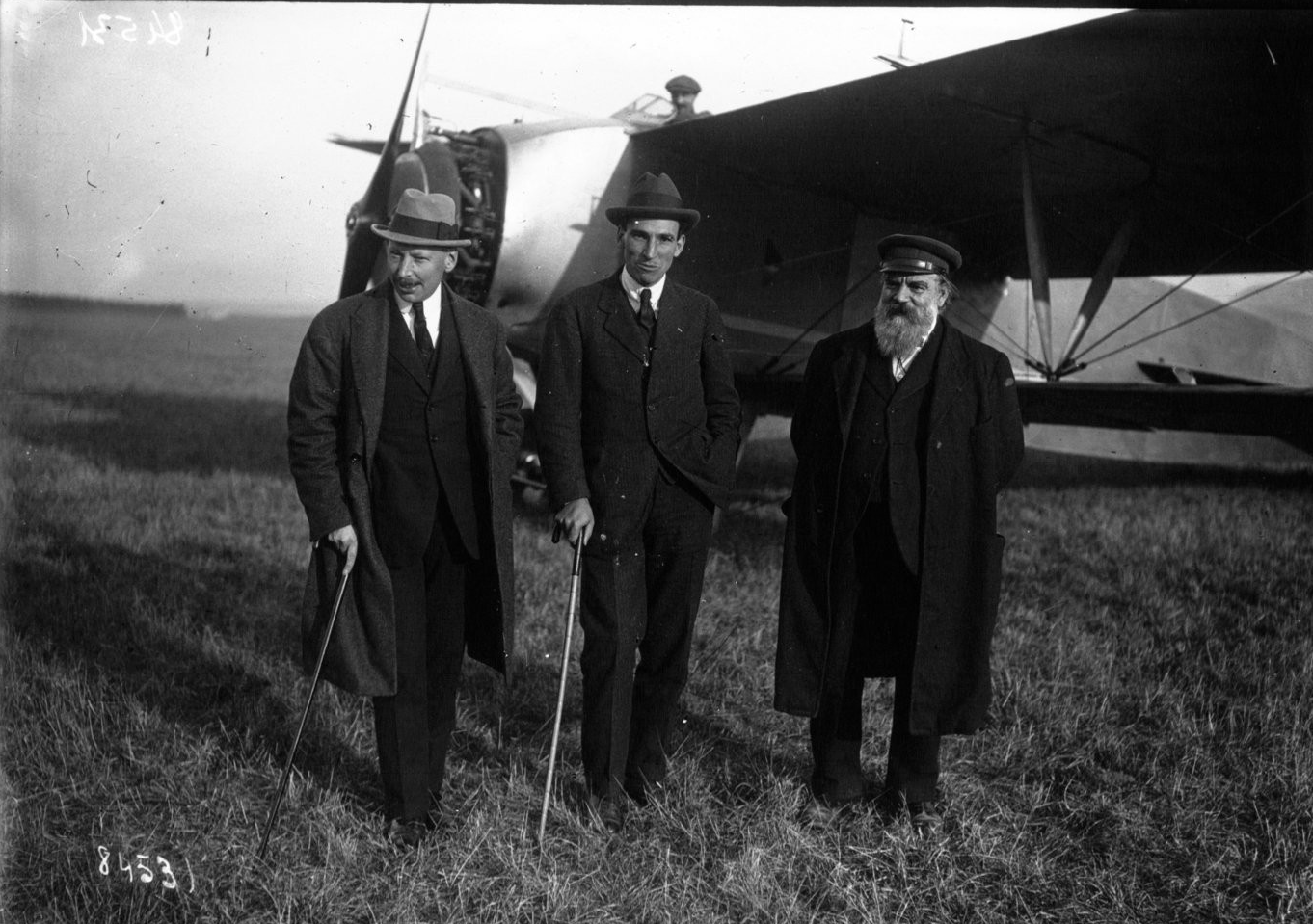
Jules Gastambide, Hubert Latham, Léon Levavasseur (1920)
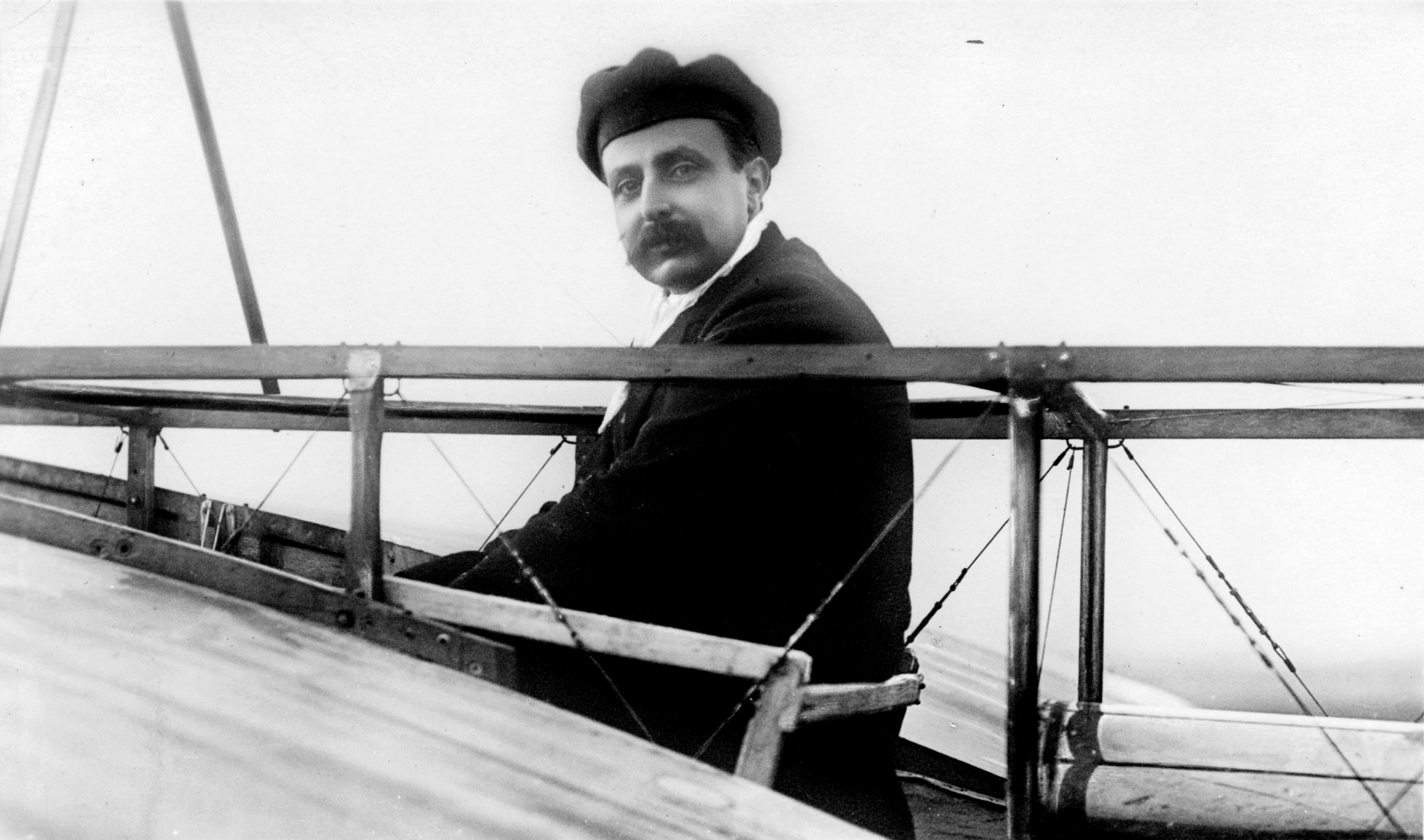
Louis Blériot
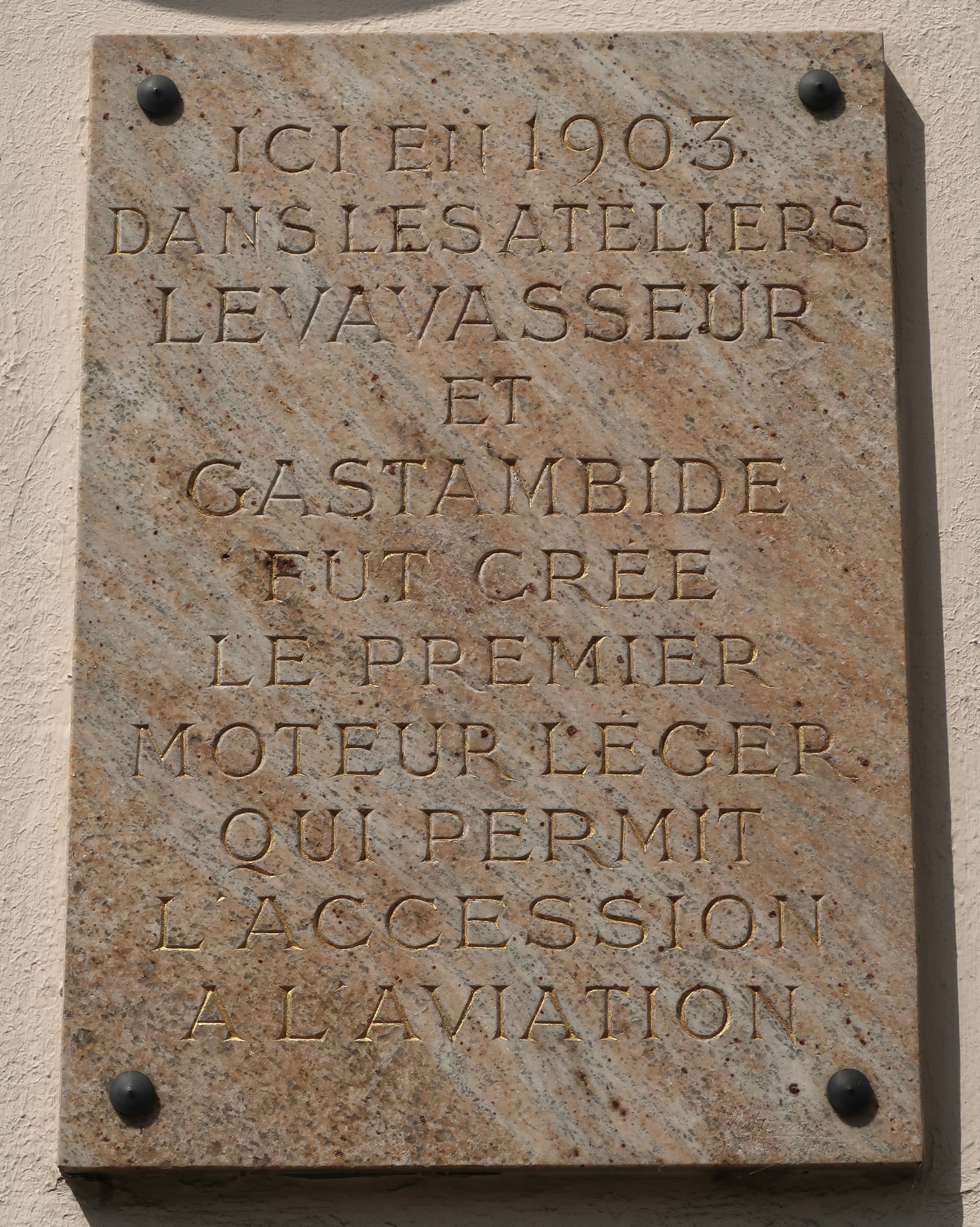
Plaque commémorative

Il fonde sa société Antoinette (du prénom de la fille de son associé Jules Gastambide, et en clin d’œil à son modèle de bateau Daimler Marie de 1888 de Gottlieb Daimler) et présente un modèle original en 1906 de voiture à moteur 4 cylindres (ou moteur Antoinette 8V de 8 L de 50 ch (et versions 13,8 L de 80 ch), un des premiers moteur V8 du monde, avec ceux de Clément Ader de 1903, d'Alexandre Darracq de 1905, ou De Dion-Bouton V8 de 1909...).

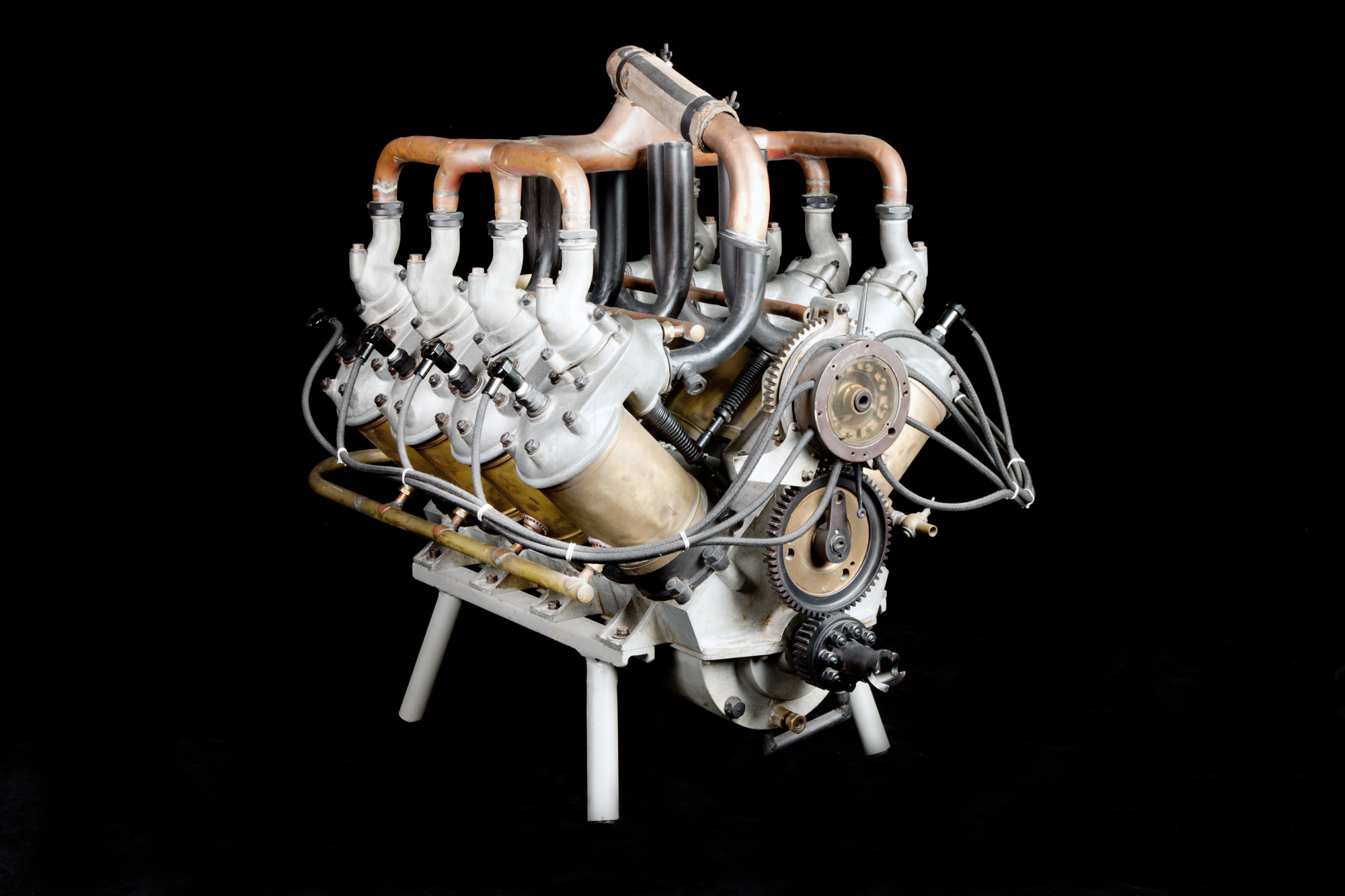
Antoinette 8V, du musée des sciences et des techniques Léonard de Vinci de Milan
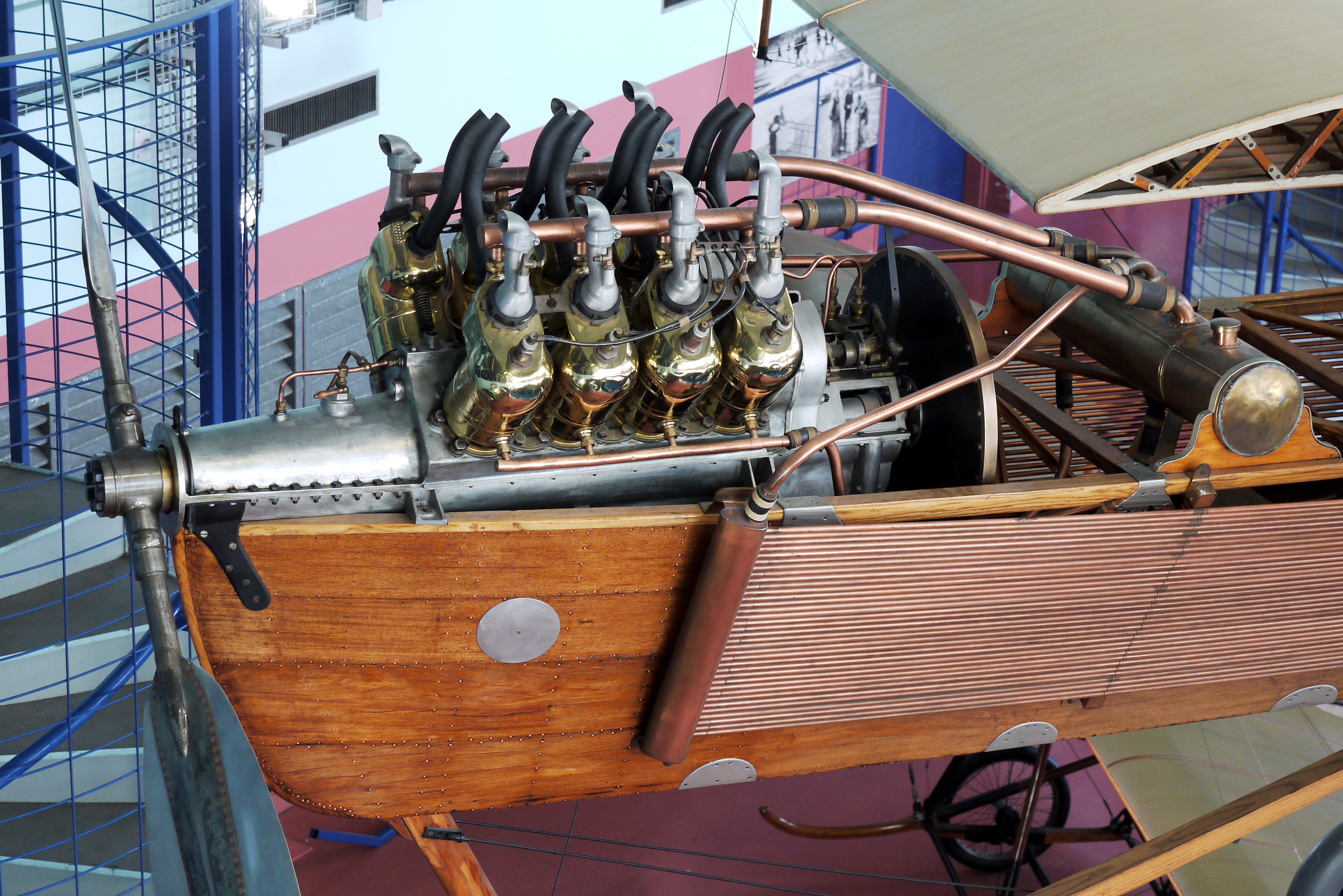
Antoinette V8 d'Antoinette VII, à carénage de bateau runabout, du musée du Bourget
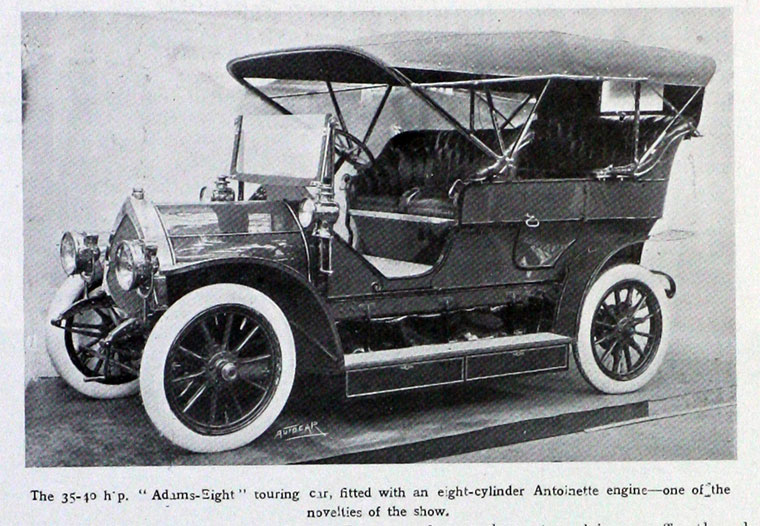
Adams (en) V8 Eight 35-40 HP (1906)
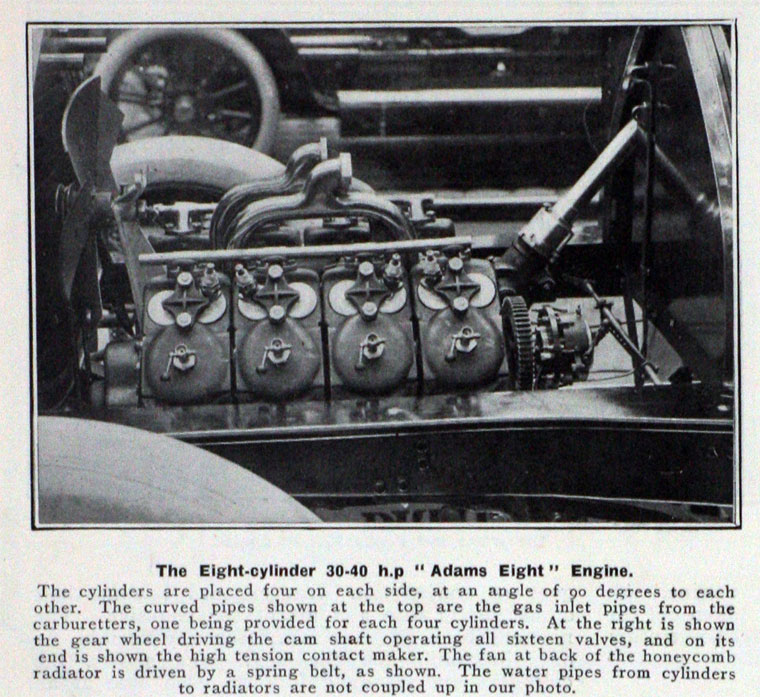
Moteur V8 Antoinette

### Moteurs d'avions
La société Antoinette motorise quelques prototypes d'aéronefs expérimentaux de l'histoire de l'aviation, avec son moteur Antoinette 8V de 50 ch, dont l'avion biplan 14-bis d'Alberto Santos-Dumont, qui bat trois records du monde en 1906. Ce moteur, en avance sur son temps, a un rapport poids/puissance de 1,5 kg par cheval-vapeur, et un des rapports poids/encombrement/puissance les plus performants de son temps. Le coupleur hydraulique ne sera que peu construit jusqu'en 1909. Après avoir conçu ses premiers prototypes d'avions Blériot I et II, Louis Blériot s'associe en 1906 à la société Antoinette, pour motoriser ses avions Blériot (Blériot III, IV, V, VI, VII, VIII, IX, et Blériot X (en)) avant sa première traversée historique de la Manche par avion du 25 juillet 1909, en 37 minutes, avec son Blériot XI à moteur Anzani

Avions à moteur V8 Antoinette
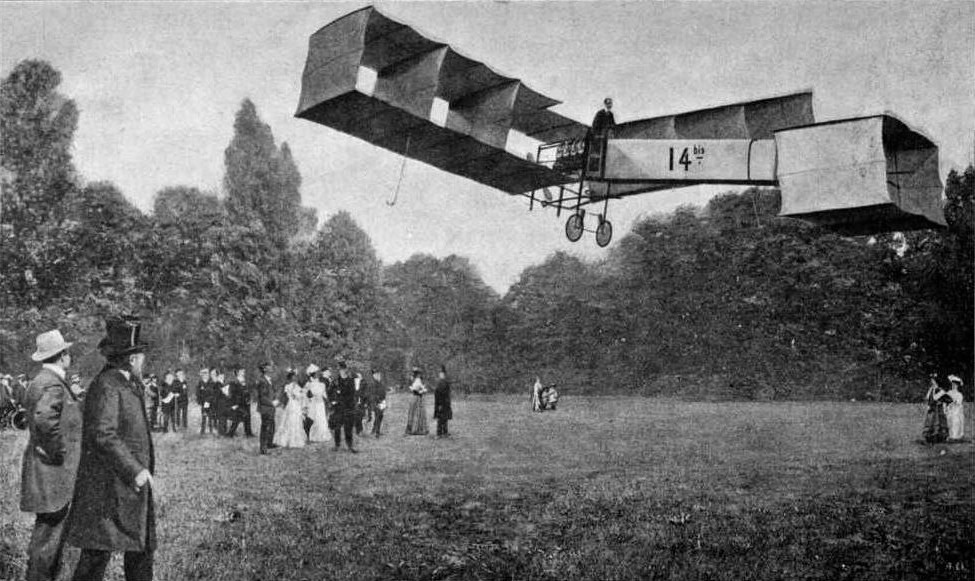
14-bis d'Alberto Santos-Dumont (1906)
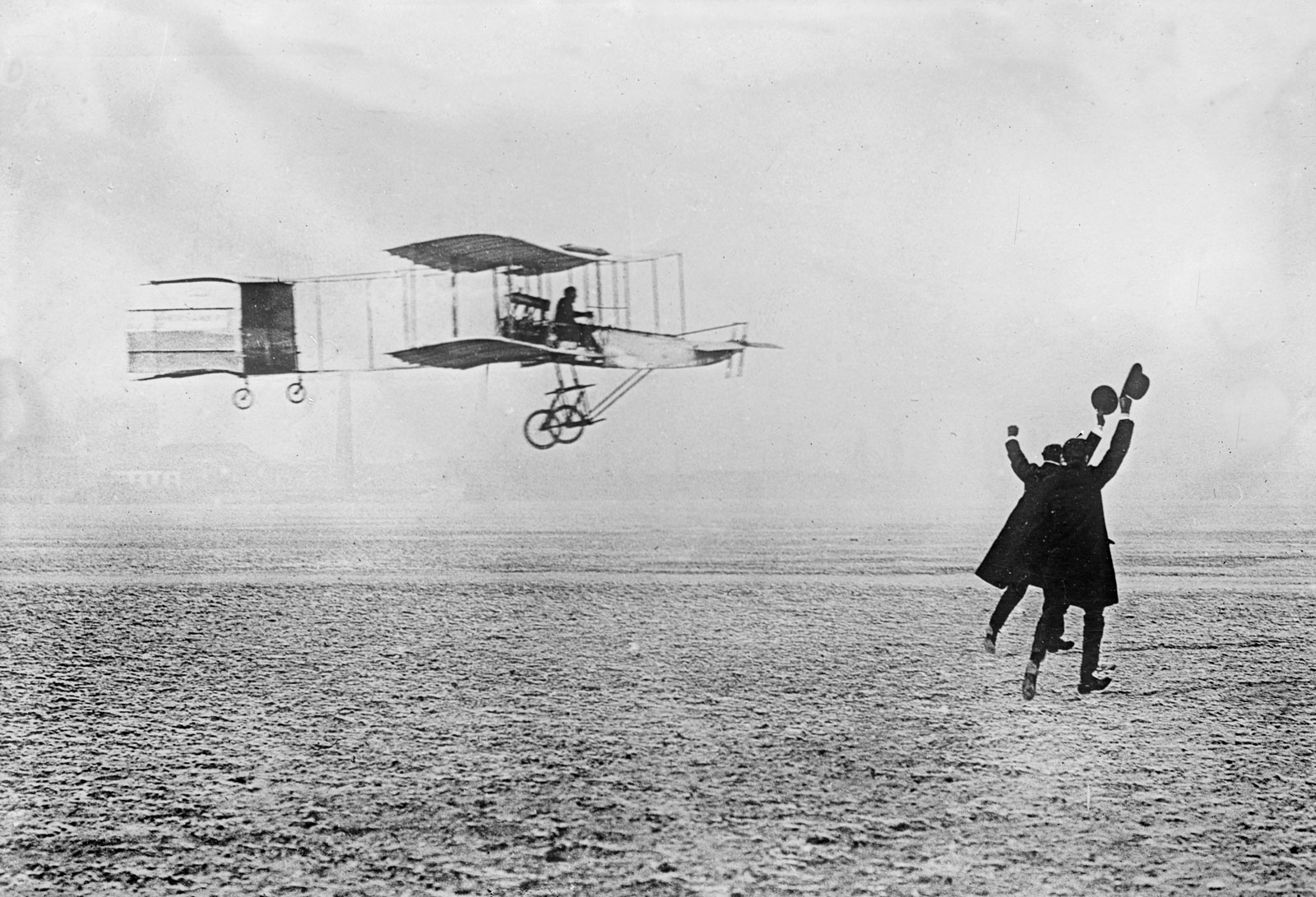
Biplan Voisin (Voisin-Farman)
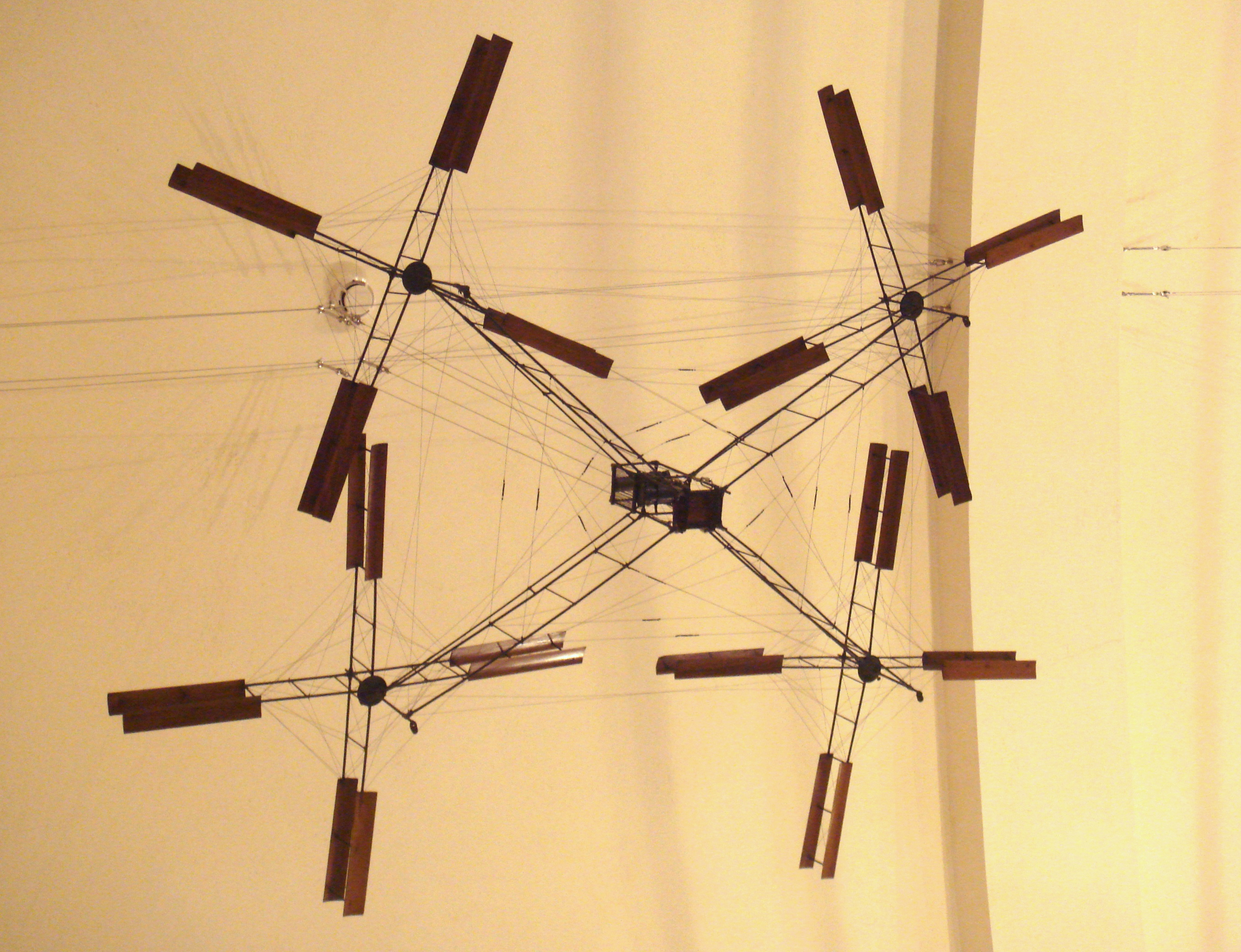
Premier hélicoptère Gyroplane Breguet-Richet (1907)
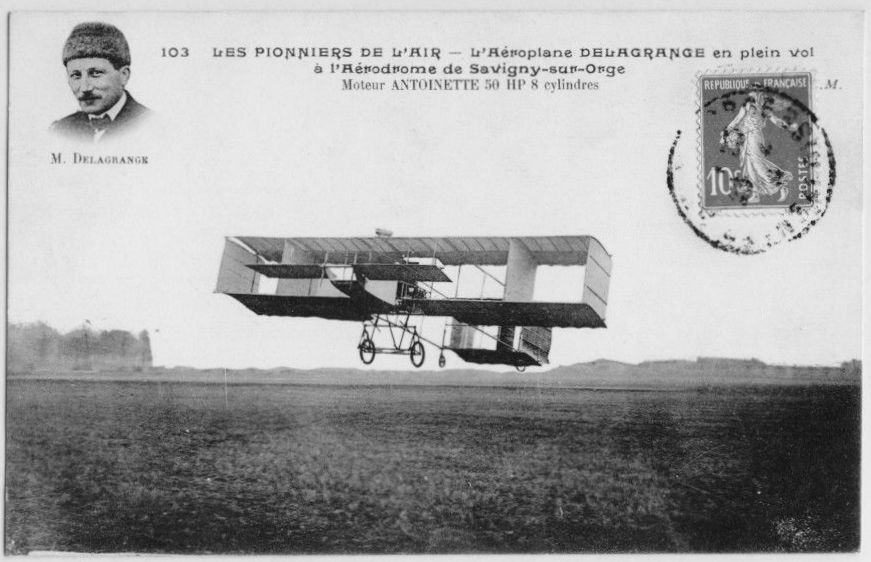
Delagrange I (1908)

L'avionneur Charles Voisin accomplit le premier vol motorisé français avec son Biplan Voisin (Voisin-Farman) (V8 Antoinette) le 15 mars 1907 au parc de Bagatelle du 16e arrondissement de Paris, à l'occasion de la mise au point de leur troisième machine, conçue avec Léon Levavasseur, pour l'aviateur Léon Delagrange.
Des V8 Antoinette motorisent en 1907, les premiers prototypes d'hélicoptères de Paul Cornu, et Gyroplane Breguet-Richet de Louis Charles Breguet.

### Avions Antoinette
Le pilote militaire Ferdinand Ferber rejoint la société Antoinette en août 1906, pour mettre en application ses idées sur l'aviation. La société conçoit un premier prototype d'avion Antoinette I (en) (Gastambide-Mengin monoplane (en)) en 1908, suivi des premiers Antoinette II (en), avec un vol inaugural du pilote Eugène Welferinger en février 1908. Les carénages sont inspirés des bateaux runabout Antoinette de compétition de la marque. Le 31 août 1908, l'Antoinette II est le premier monoplan français historique à voler avec un passager, à Issy-les-Moulineaux.

Avions Antoinette
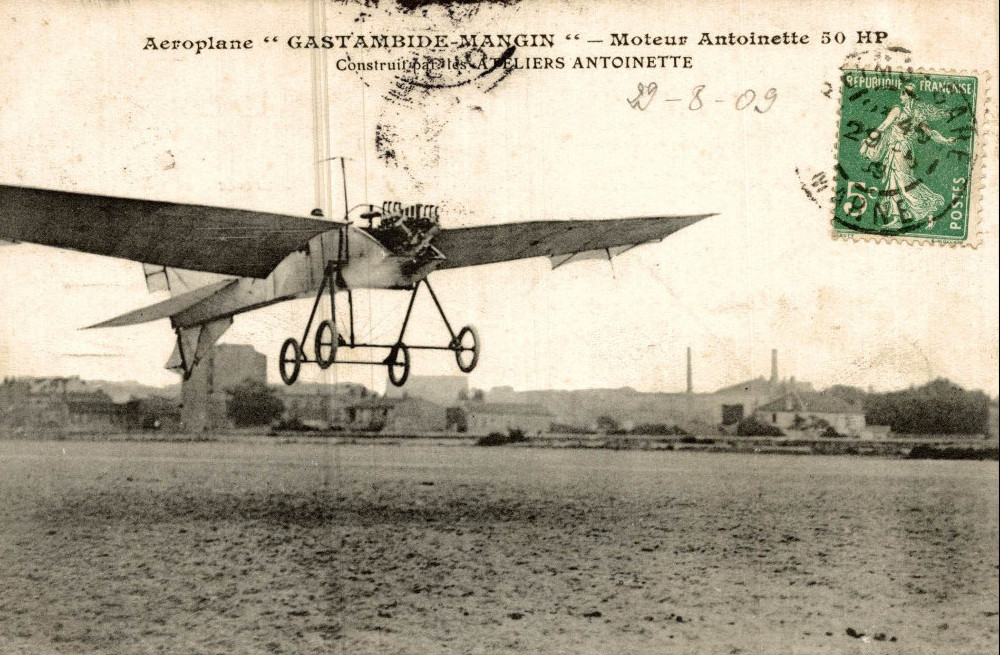
Antoinette I (en) et Antoinette II (en) (1908)
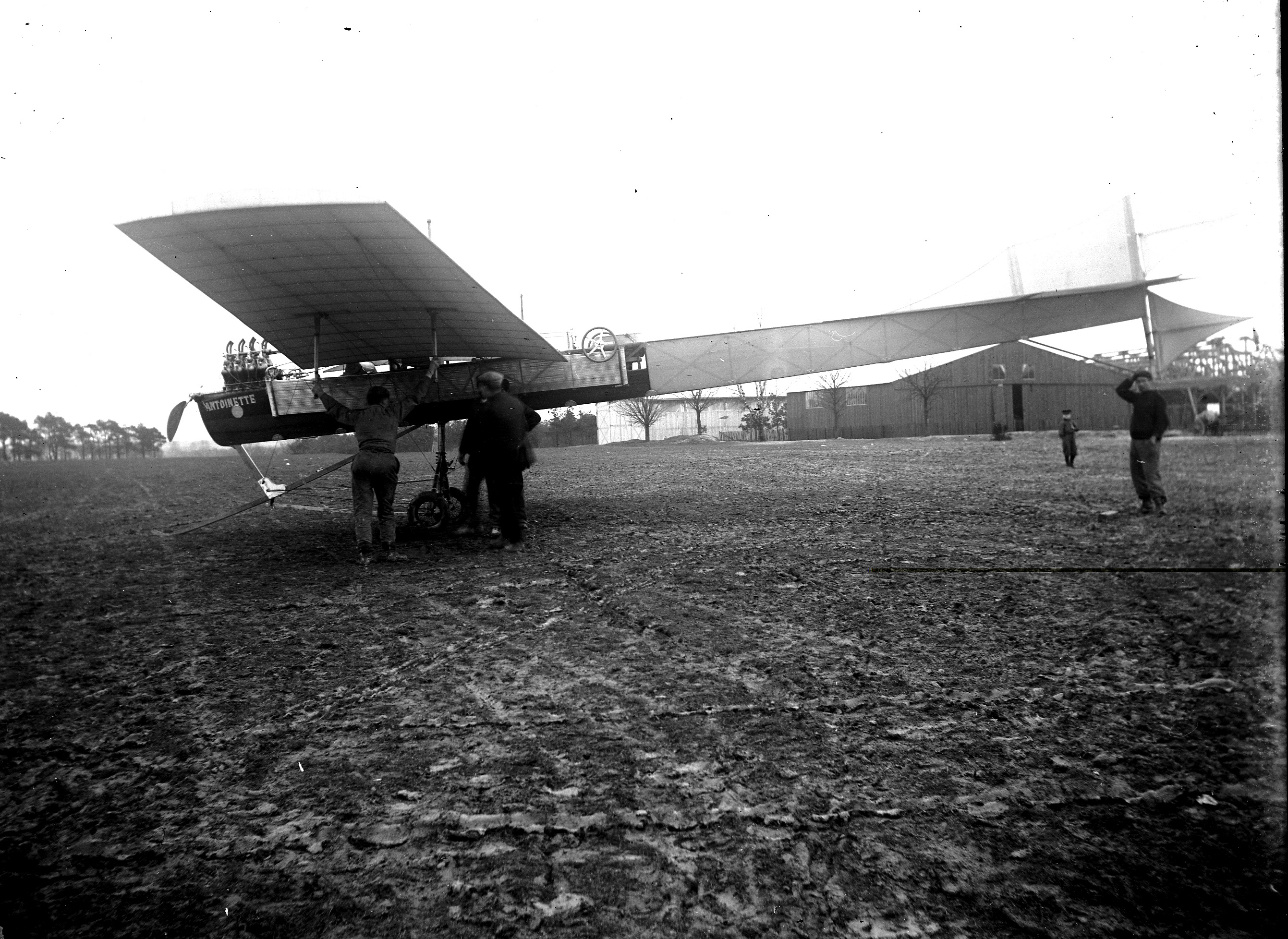
Antoinette III (en) (1908)
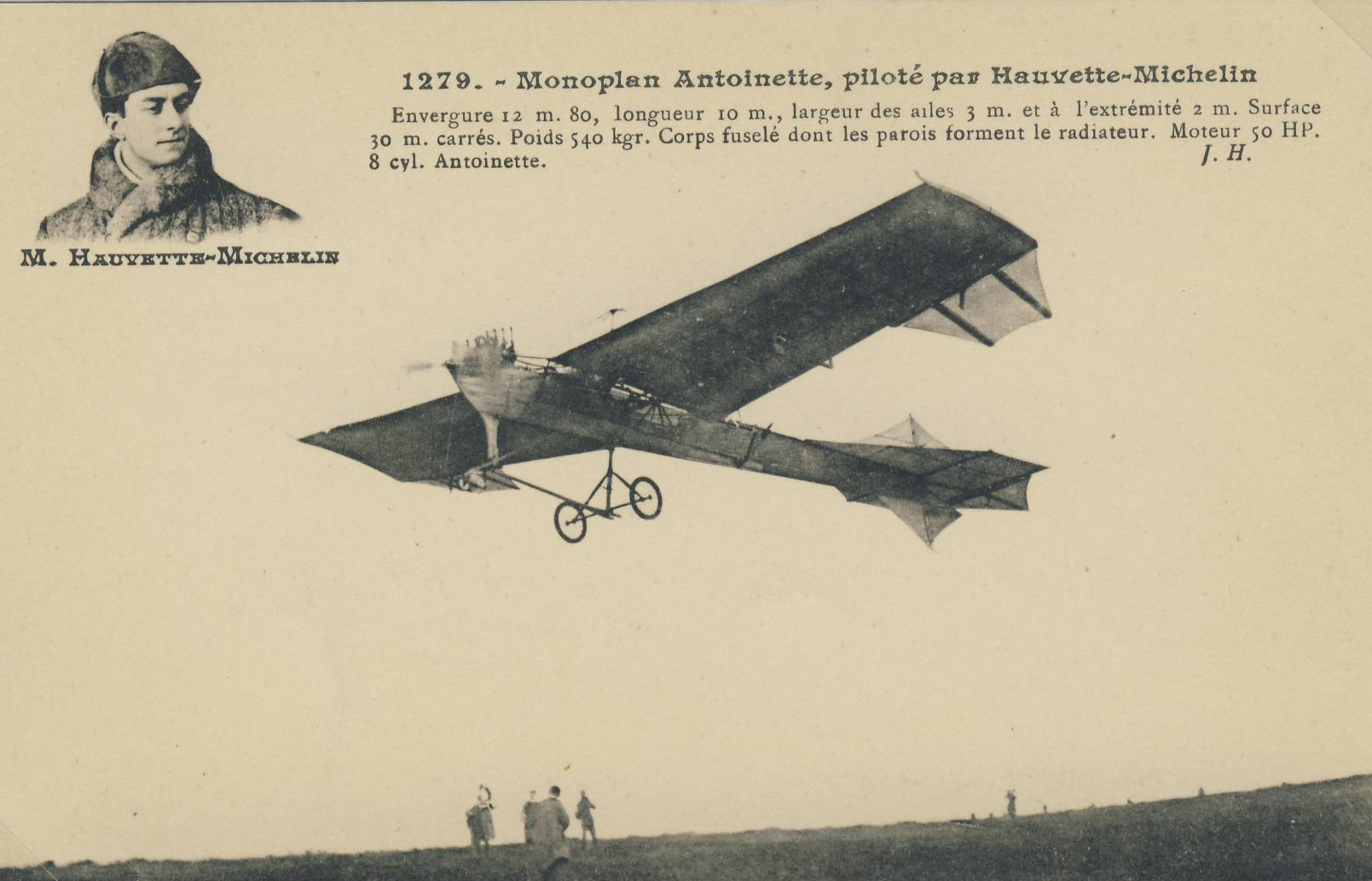
Antoinette IV (en) (1908)
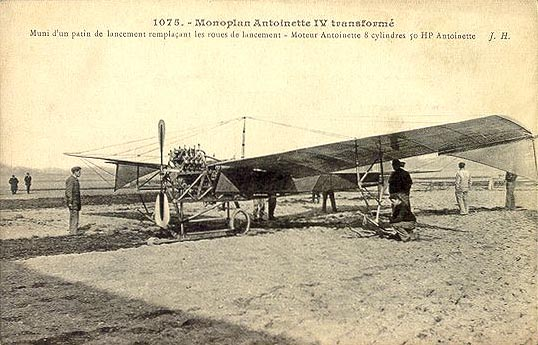
Antoinette V (en) (1908)
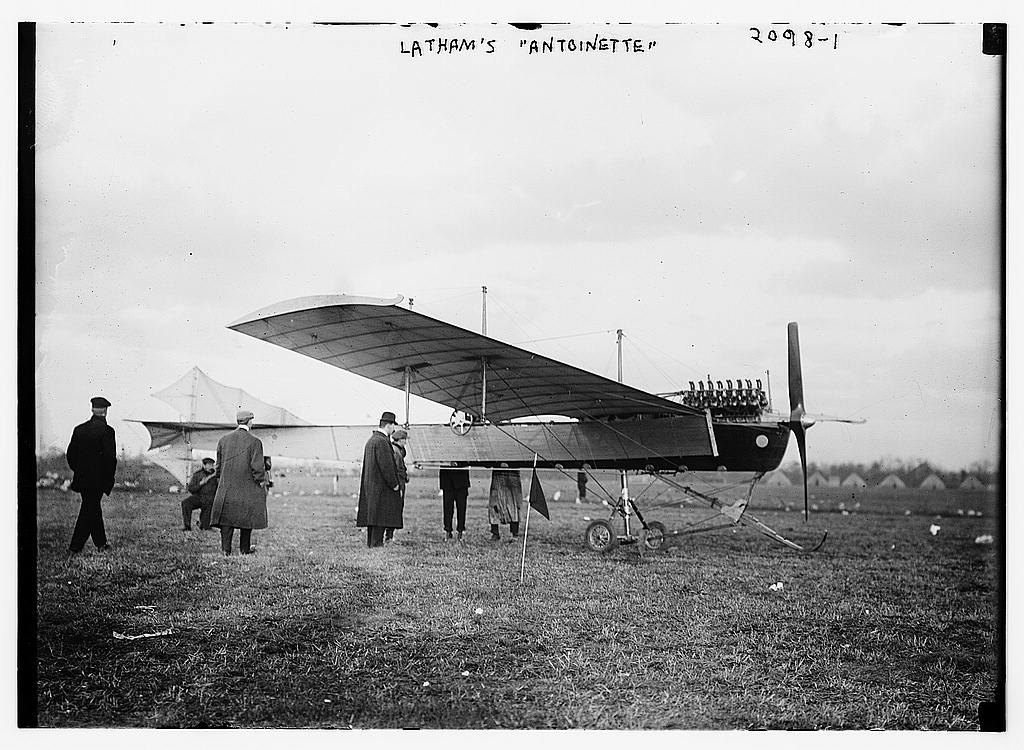
Antoinette VII (1909)

Hubert Latham devient le pilote d'essai officiel d'Antoinette en 1909, et établit de nombreux records, dont le record d'altitude de 155 m lors de la Grande Semaine d'aviation de la Champagne en août 1909. Il acquiert une renommée internationale en bravant les intempéries, à Doncaster en Angleterre, puis à Berlin fin 1909.
La société établit alors son école de pilotage Antoinette en 1910 à Mourmelon près de Châlons-en-Champagne, pour former quelques dizaines de pilotes, dont les aviatrices Marie Marvingt, Dorothy Levitt, et Élisa Deroche, ou Alphonse d'Orléans, avec entre autres le formateur Charles Wachter.
- Simulateur de vol « Tonneau Antoinette » (1910) et Monoplan militaire Antoinette (en) (1911)

Simulateur de vol « Tonneau Antoinette » (1910) et Monoplan militaire Antoinette (1911)
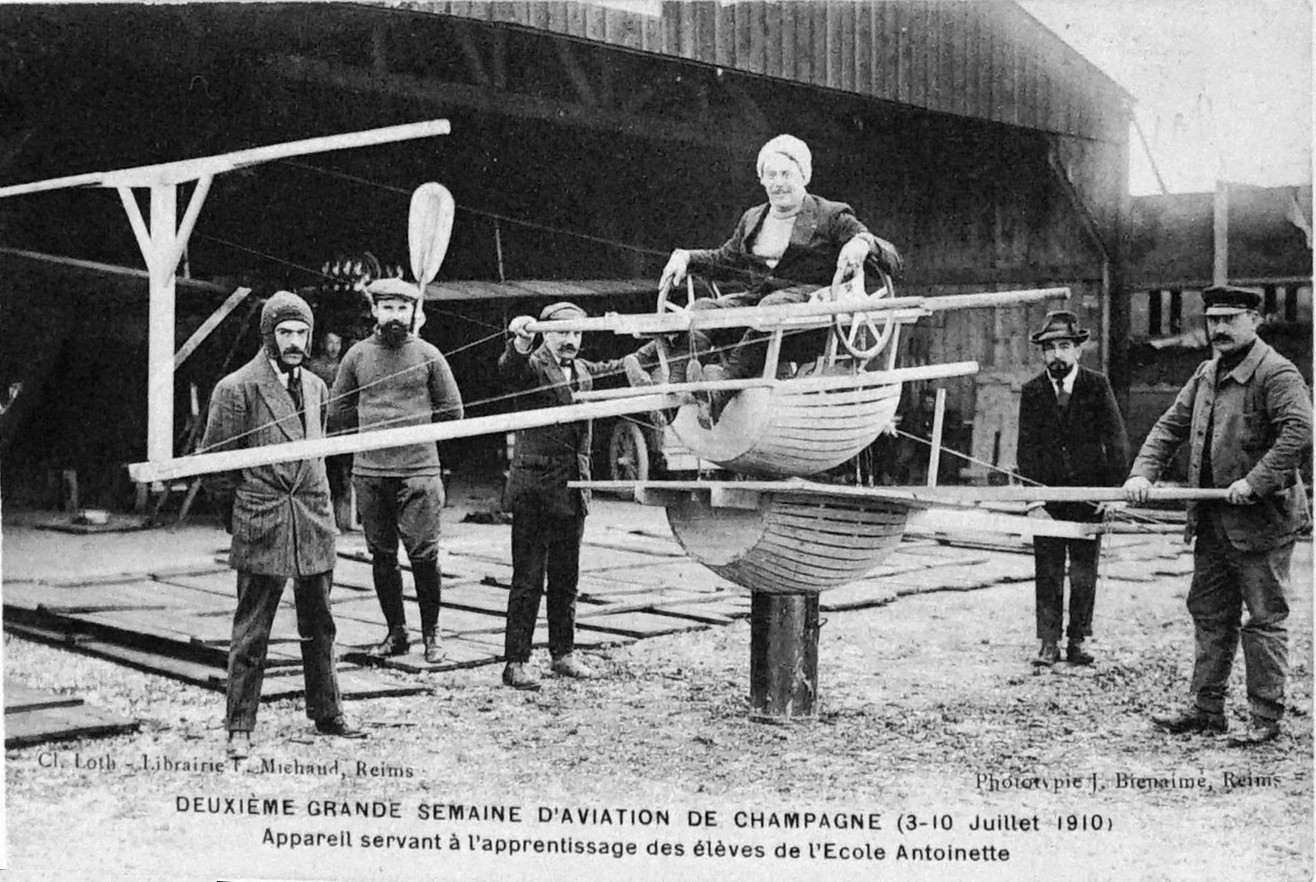
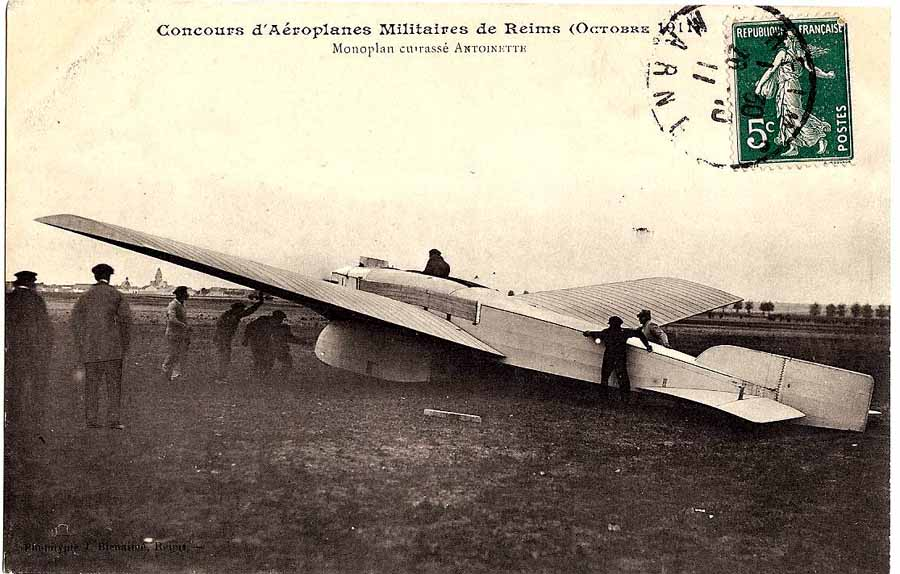
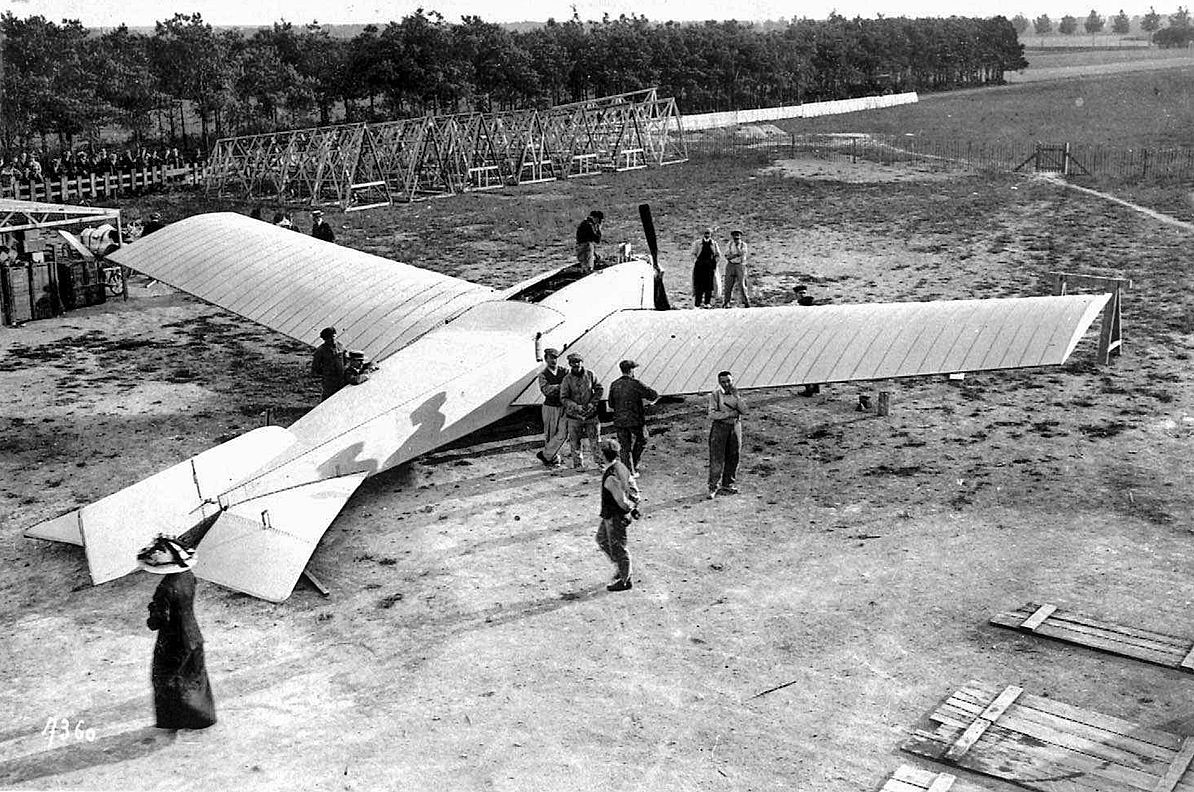
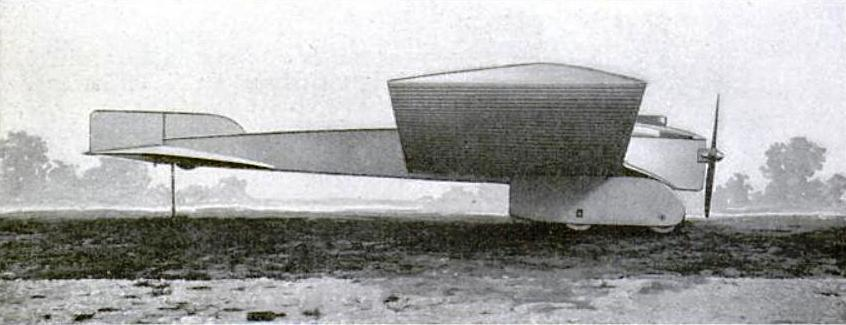

En 1910, sur l'initiative des commandants Clolus et Laffont et du lieutenant Clavenad, sont créés les « tonneau Antoinette » précurseurs des premiers simulateurs de vol d'entraînement pour l'instruction au sol au pilotage des avions de l'armée de l'air française.
Le prototype d'avion militaire monoplan militaire Antoinette (en) (avion miliaire entièrement caréné, révolutionnaire pour l'époque) est présenté en septembre 1911 au concours militaire de l'armée de l'air française de l'aéroport de Reims-Champagne (Bétheny) mais, sous-motorisé par rapport à son poids trop important, il ne vole pas, malgré sa tentative de  motorisation avec un moteur V12 de 100 ch. Cet échec contribue à la faillite du constructeur. Ettore Bugatti (fondateur de Bugatti en 1909) poursuit alors entre autres avec succès l'étude des moteurs 8 à 48 cylindres de plus de 1 000 ch de armée de l'air française et de l'US Air Force américaine, avec ses moteurs King-Bugatti U-16 de 1916 de Première Guerre mondiale.

## Production

### Voiture et bateaux à moteur Antoinette
- 1903 à 1907 : bateau runabout Antoinette I, II, III, IV, V[9],[5], et Ricochet-Antoinette (record de vitesse aquatique du 8 novembre 1907[10]).
- 1906 : Adams (en) V8 Eight 35-40 HP

### Avions à moteur Antoinette

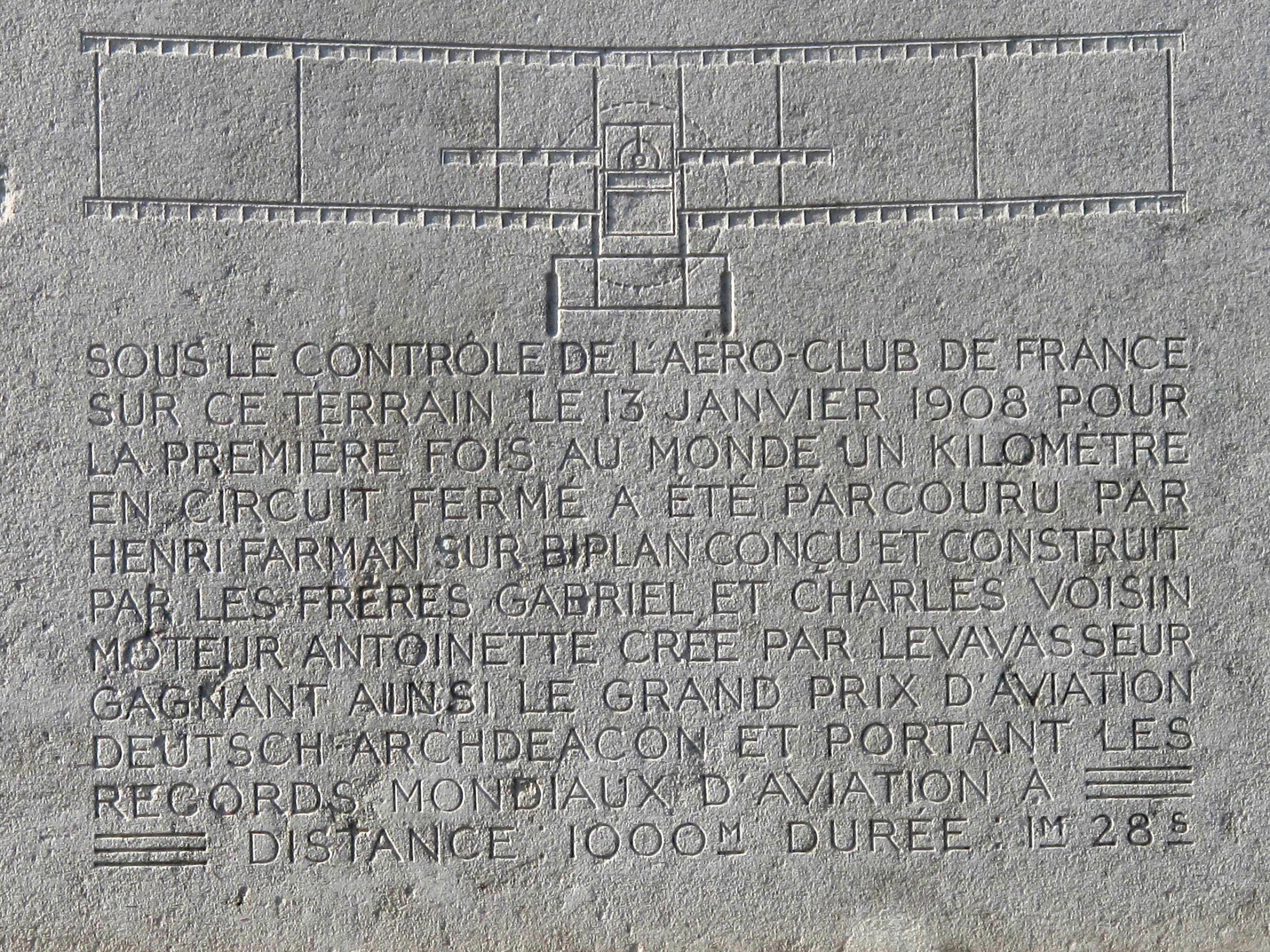
Plaque commémorative

Quelques prototypes d'aéronefs expérimentaux et avions de série à moteur V8 Antoinette :
- 1906 : 14-bis, d'Alberto Santos-Dumont
- 1907 : Biplan Voisin (Voisin-Farman)
- 1907 : Hélicoptère de Paul Cornu
- 1907 : Hélicoptère Gyroplane Breguet-Richet, de   Louis Charles Breguet
- 1908 : Delagrange I
- 1909 : Ballon dirigeable Forlanini F1 (Leonardo da Vinci)
- 1909 : Roe Triplan n° 1

Avions Blériot de Louis Blériot :
- 1906 : Blériot III et Blériot IV de Louis Blériot et Gabriel Voisin (1, puis 2 V8)
- 1907 : Blériot V (V8)
- 1907 : Blériot VI (V8 puis V16)
- 1907 : Blériot VII (V8)
- 1908 : Blériot VIII (V8)
- 1908 : Blériot IX (V16)
- 1908 : Blériot X (en) (V8)

### Avions Antoinette

Antoinette VII du musée du Bourget (les ailes ne sont pas d'origine).
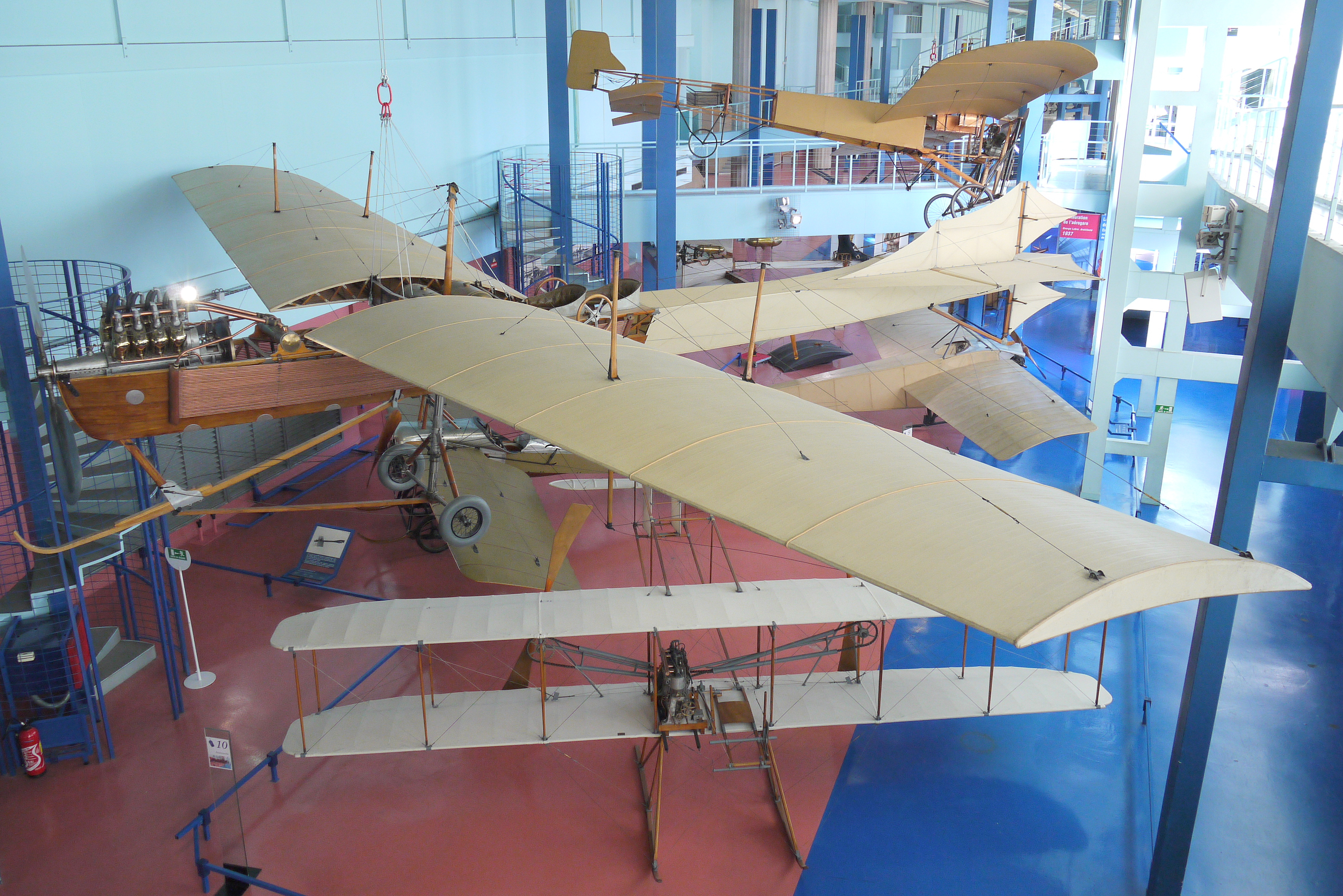
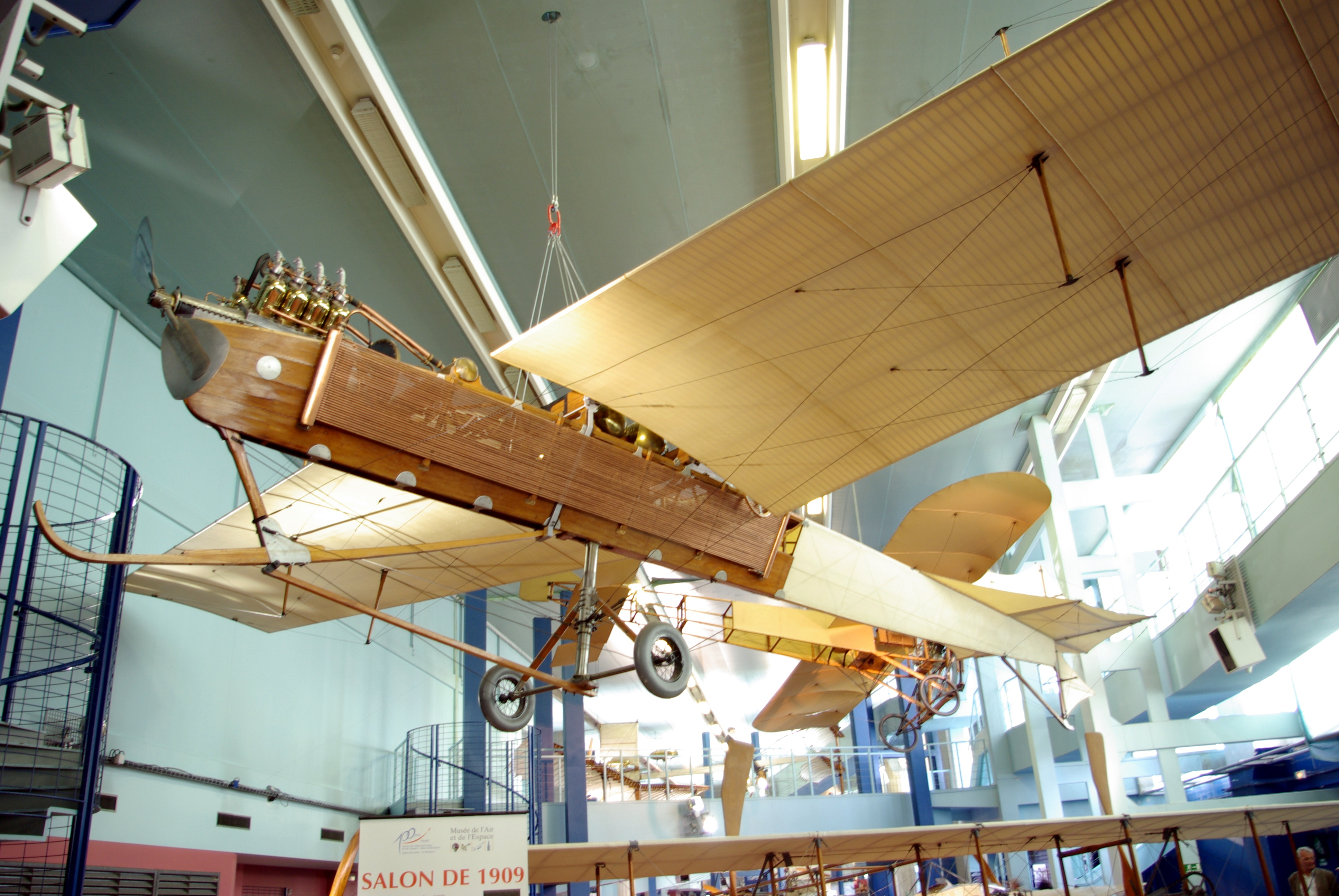
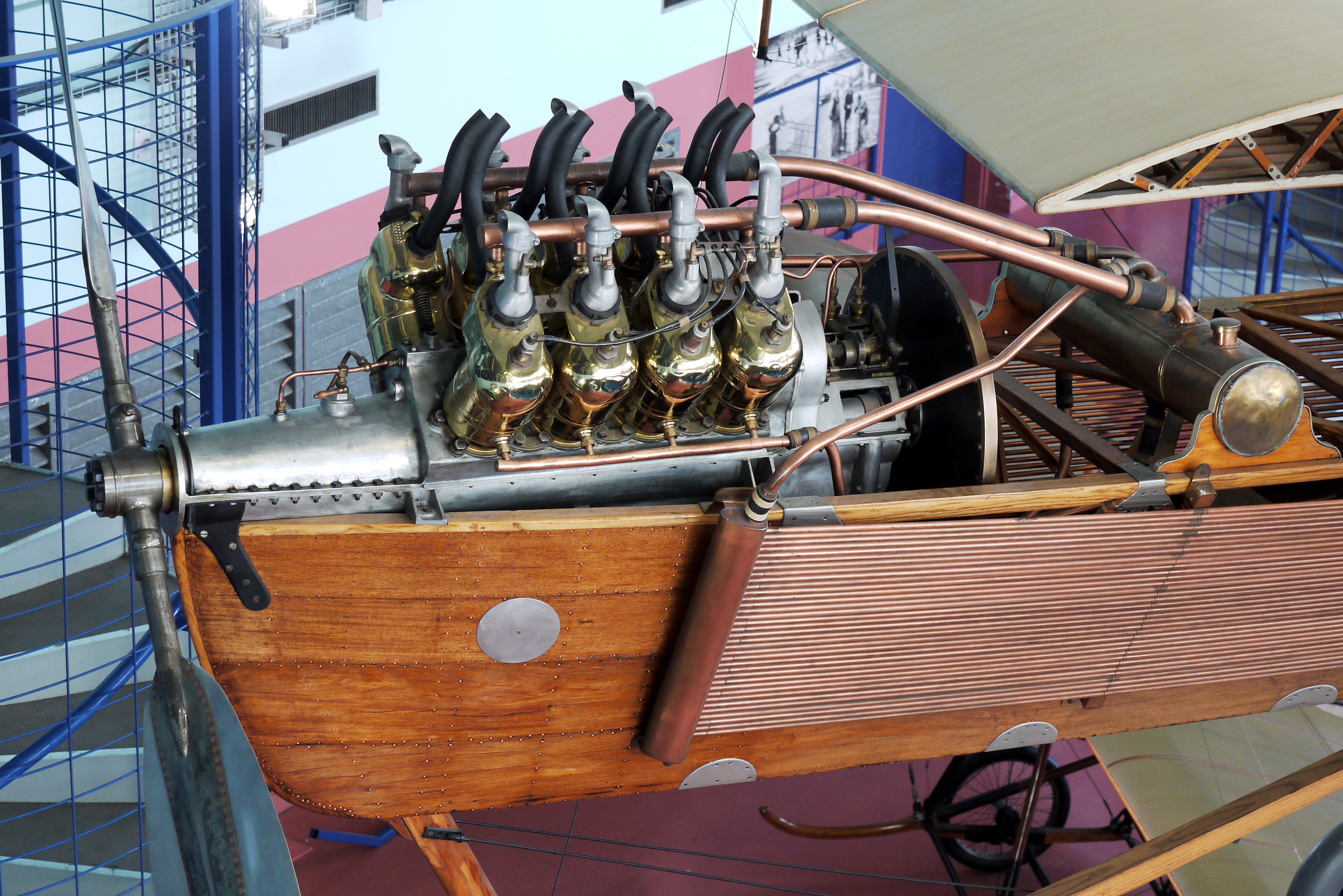
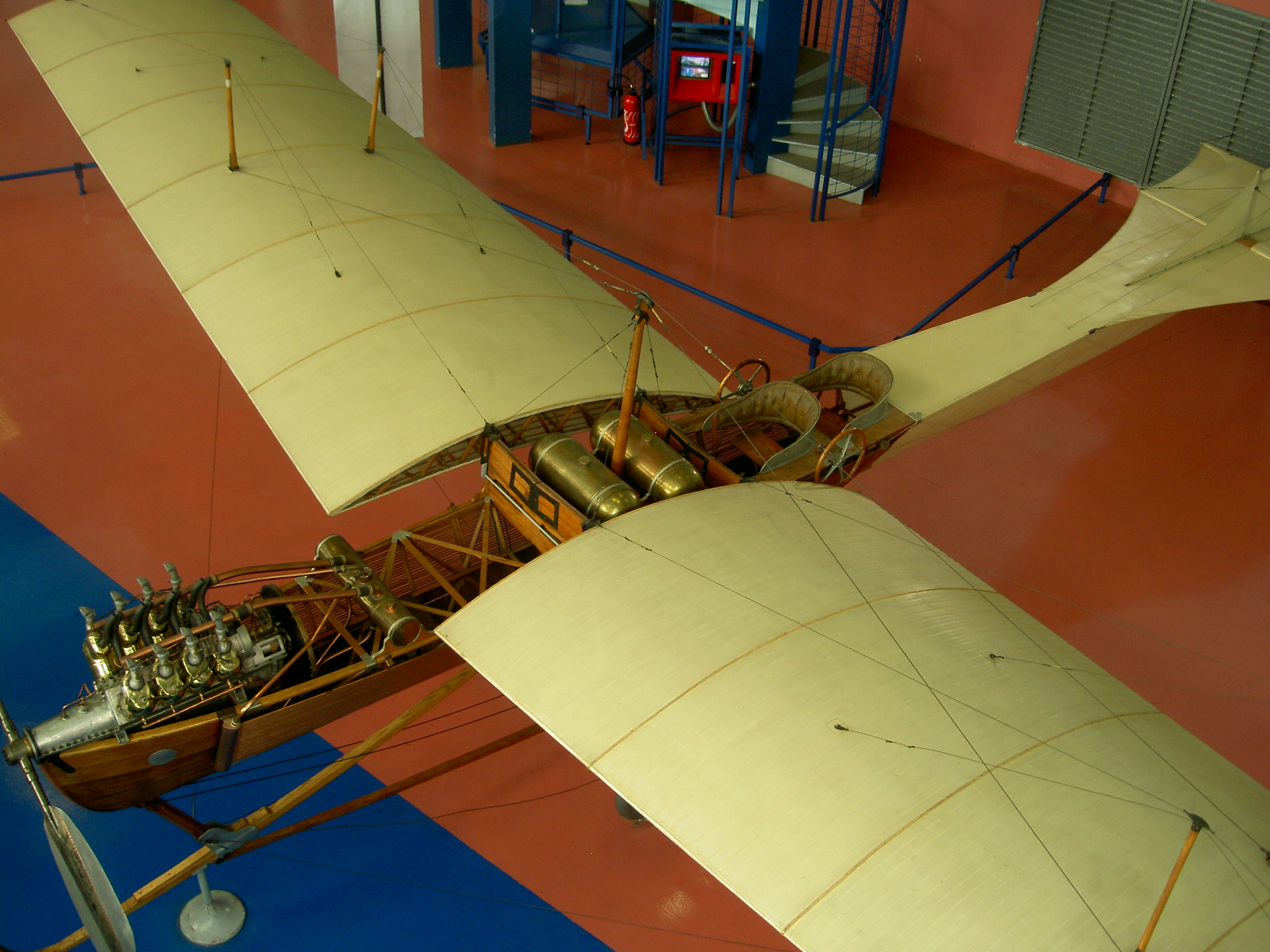
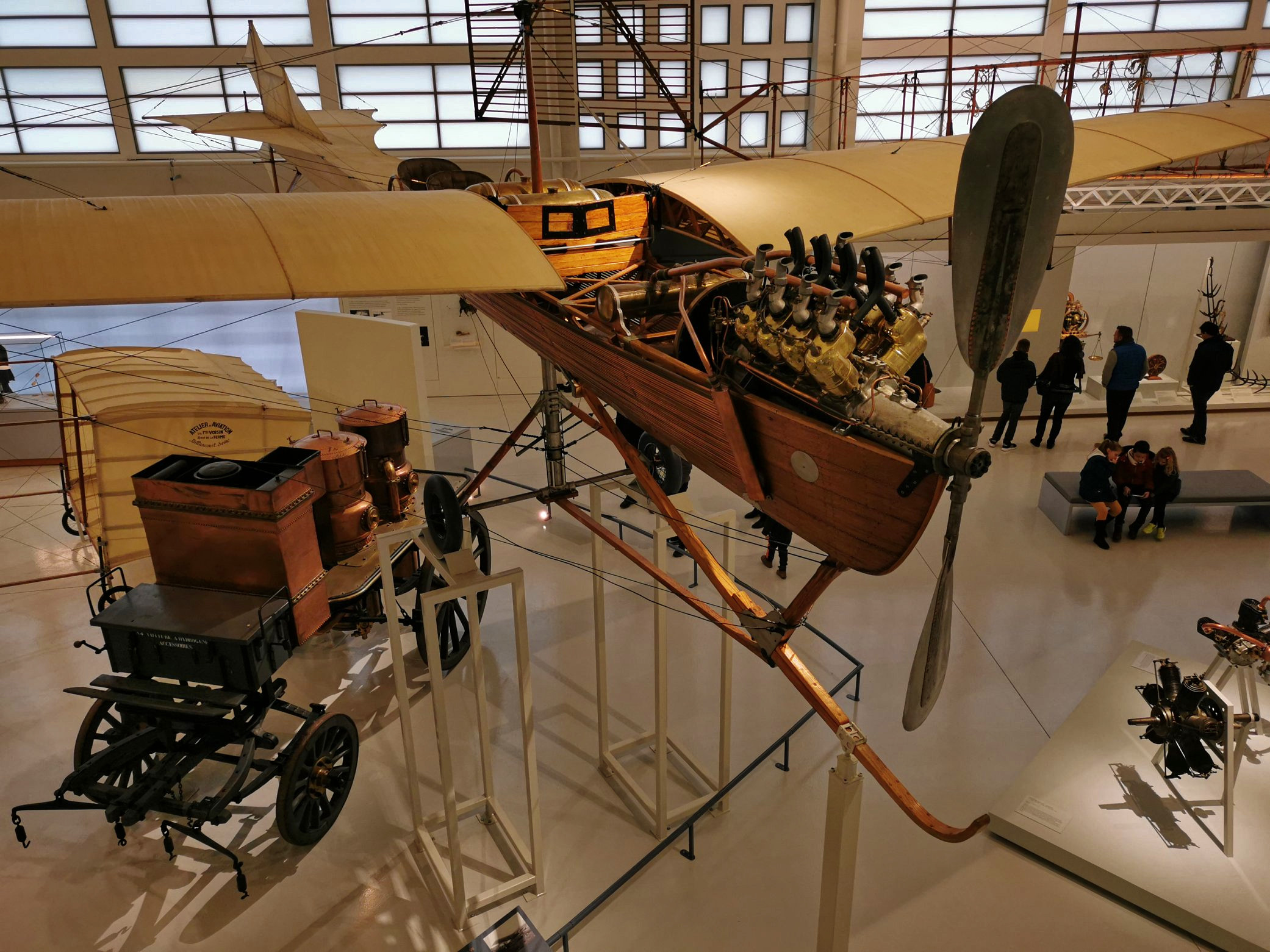

- 1908 : Antoinette I (en) (prototype Gastambide-Mengin I et II - Gastambide-Mengin monoplane (en))
- 1908 : Antoinette II (en)
- 1908 : Antoinette III (en)
- 1908 : Antoinette IV (en)[11]
- 1908 : Antoinette V (en)
- 1909 : Antoinette VI (en)
- 1909 : Antoinette VII
- 1911 : Monoplan militaire Antoinette (en) (prototype d'avion militaire)